# 新鄭機場駅 (鄭州地下鉄)
新鄭機場駅（しんていきじょう-えき）は中華人民共和国河南省新鄭市に位置する鄭州地下鉄城郊線・鄭許線(17号線)の駅。
鄭州新鄭国際空港のターミナルに直結している。

## 沿革
- 2017年1月12日：鄭州地下鉄城郊線の駅として開業[1]。
- 2023年12月28日：鄭許線(17号線)が開業する[2]。

## 駅周辺
- 鄭州新鄭国際空港
- 中国鉄路総公司(国鉄) 新鄭機場駅